# U-Bahnhof Kaulsdorf-Nord

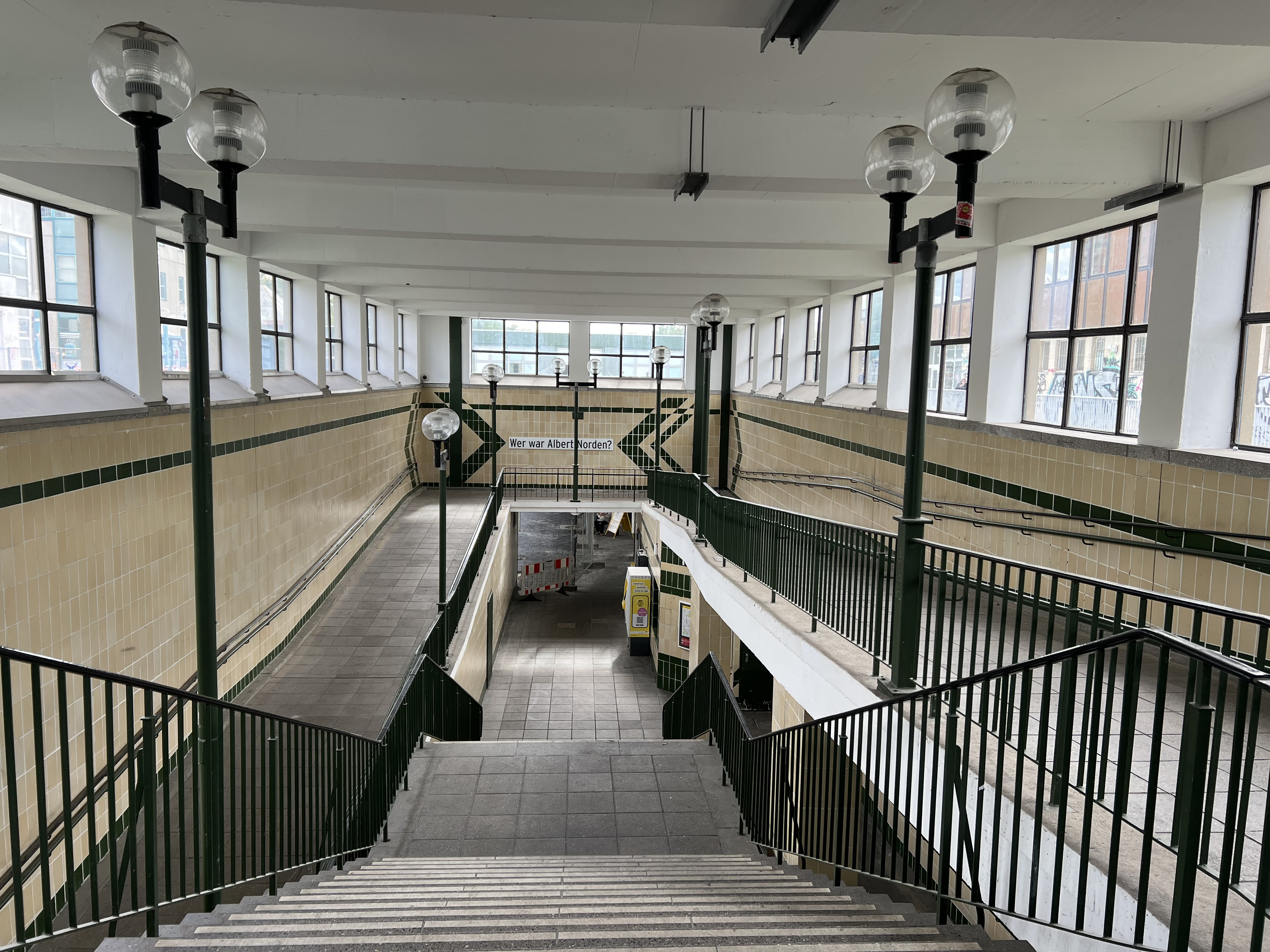
Nordzugang zur Hellersdorfer Straße

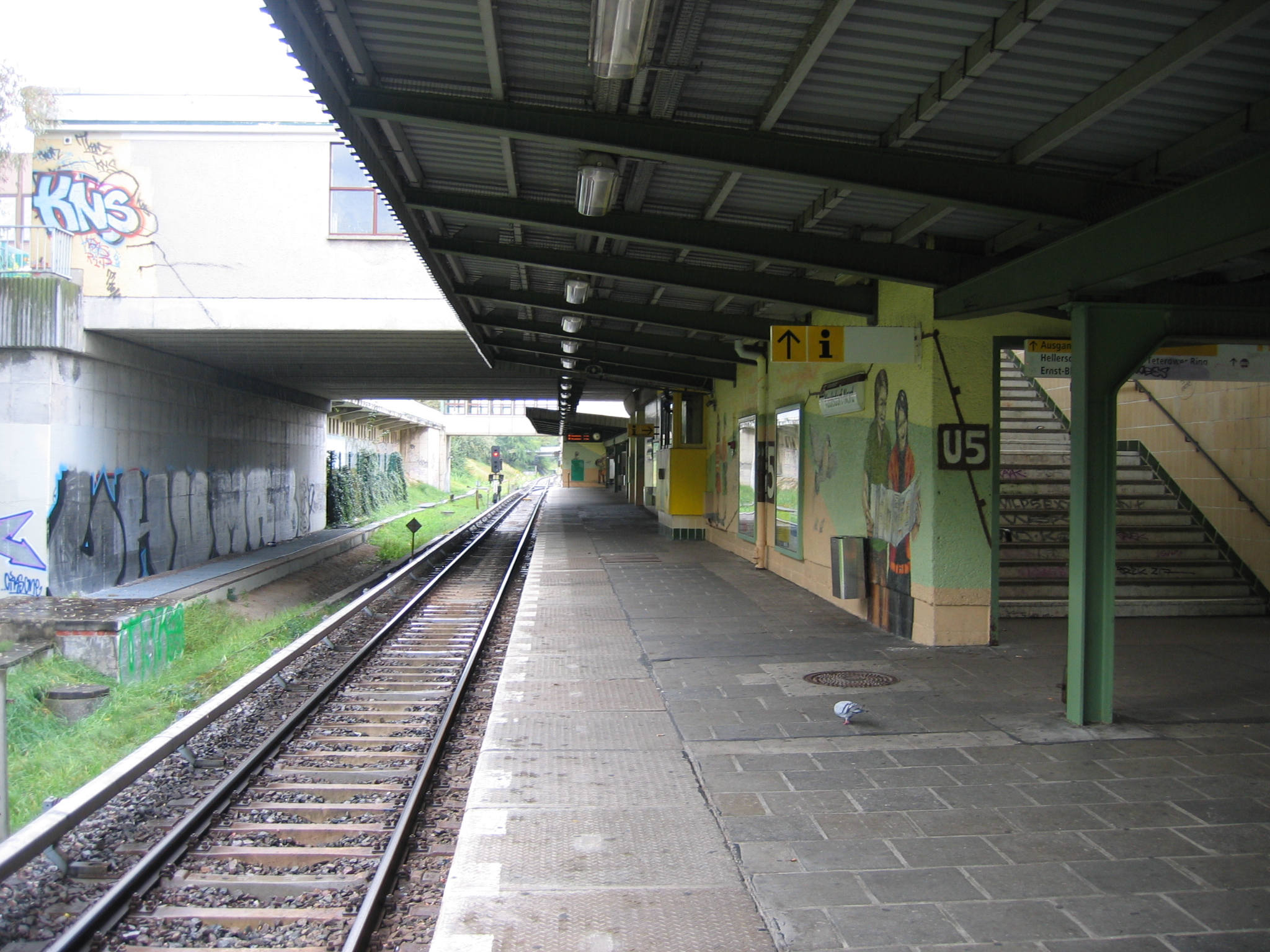
U-Bahnhof Kaulsdorf-Nord (2007)

Der U-Bahnhof Kaulsdorf-Nord ist eine Station der Berliner U-Bahn-Linie U5 im Ortsteil Hellersdorf. Bei der BVG wird er unter dem Kürzel KL geführt. Der Bahnhof ist 1463 Meter vom Bahnhof Wuhletal und 850 Meter vom Bahnhof Kienberg (Gärten der Welt) entfernt. Zusammen mit acht weiteren Bahnhöfen auf der Linie U5 wurde der Bahnhof Kaulsdorf-Nord im November 2023 unter Denkmalschutz gestellt.

## Geschichte

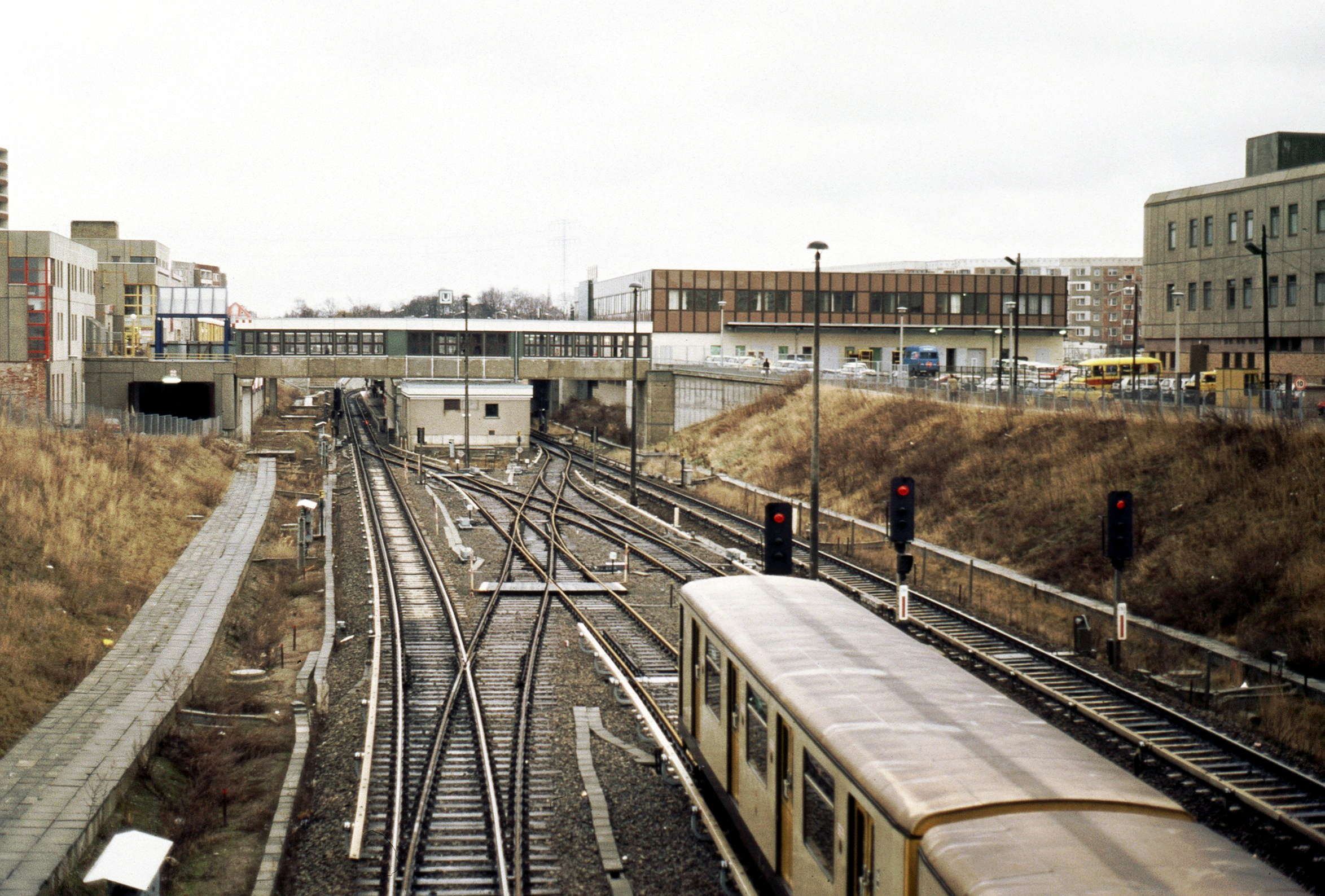
Blick über die Wendeanlage zum U-Bahnhof (1991)

Der U-Bahnhof wurde unter dem Namen Hellersdorfer Straße geplant, zur Eröffnung am 1. Juli 1989 jedoch nach der benachbarten Albert-Norden-Straße (heute: Cecilienstraße) benannt. Im Zuge der deutschen Wiedervereinigung benannte die BVG den Bahnhof am 2. Oktober 1991 in Kaulsdorf-Nord um.
Im Umfeld erinnert nichts mehr an das ehemalige Mitglied des Politbüros des ZK der SED Albert Norden. Deshalb wurde 2015 am Nordzugang von der Berliner Künstlerin Ina Wudtke eine Installation mit dem Schriftzug „Wer war Albert Norden?“ angebracht.

## Lage
Der Bahnhof hat einen zwölf Meter breiten Mittelbahnsteig im Geländeeinschnitt und liegt direkt neben der Hellersdorfer Straße. Er ist der am tiefsten gelegene Bahnhof des gesamten oberirdischen Streckenabschnittes Tierpark – Hönow, sodass sich das Dach des Bahnsteigs ungefähr auf Straßenniveau befindet. Zwei lange überdachte Fußgängerbrücken dienen als Zugang zum Bahnhof, die nördliche der beiden besitzt Rampen für einen barrierefreien Zugang. Das Einkaufszentrum Spree-Center befindet sich in rund 100 Metern Entfernung auf der anderen Straßenseite der Hellersdorfer Straße.
Nördlich des Bahnhofs befindet sich eine zweigleisige Kehranlage. Während der Nebenverkehrszeit endet ein Teil der Züge vom Hauptbahnhof kommend bereits in Kaulsdorf-Nord und fährt nicht bis nach Hönow durch.
Laut Angaben der Senatsverwaltung für Verkehr ist der Einbau eines Aufzuges erst nach 2030 geplant, im August 2024 befand sich die Planung im Status der Standortprüfung des geplanten Aufzuges.

## Anbindung
Am U-Bahnhof bestehen Umsteigemöglichkeiten zu den Omnibuslinien 191, 197, 269, 291, N5 und N91 (Nachtlinien).
| Linie | Verlauf |
| ----- | --- |
|       | Hauptbahnhof – Bundestag – Brandenburger Tor – Unter den Linden – Museumsinsel – Rotes Rathaus – Alexanderplatz – Schillingstraße – Strausberger Platz – Weberwiese – Frankfurter Tor – Samariterstraße – Frankfurter Allee – Magdalenenstraße – Lichtenberg – Friedrichsfelde – Tierpark – Biesdorf-Süd – Elsterwerdaer Platz – Wuhletal – Kaulsdorf-Nord – Kienberg (Gärten der Welt) – Cottbusser Platz – Hellersdorf – Louis-Lewin-Straße – Hönow |